# 阿部正陳
阿部 正陳（あべ まさのぶ）は、江戸時代後期の武蔵国忍藩の世嗣。通称は織部。

## 略歴
阿部正允の次男として誕生。正室は秋元凉朝の娘。婚約者は伊達村候次女・栄。
忍藩6代藩主・阿部正敏の養子となったが、家督を相続することなく、天明元年（1781年）に死去した。